# 이정현 (1966년)
이정현(1966년 6월 27일 ~ )은 대한민국의 가수, 작곡가, 음반 프로듀서이다.
1988년 데뷔하여 1990년에 '한 여름밤의 크리스마스'로 인기를 끌었다.
이후에 이곡은 동방신기, 오마이걸이 리메이크를 하였다.
희극 배우 이용식의 조카이다.

## 경력
- 1989년 MBC 10대가수가요제 남자신인상 수상
- 1989년 KBS '젊음의 행진' MC (이상은과 공동 진행)

## 대표곡
- 1988년 1집 "그 누구보다 더" / 질투 (jealousy)
- 1990년 2집 "한 여름의 크리스마스"
- 1992년 3집 "지지않는 노을"